# Instytut Historii i Archiwistyki Uniwersytetu Pedagogicznego im. KEN w Krakowie
Instytut Historii i Archiwistyki Uniwersytetu Komisji Edukacji Narodowej w Krakowie – jednostka dydaktyczno-naukowa należąca do struktur Wydziału Nauk Humanistycznych UP.

## Studia
Instytut kształci studentów na kierunkach:
- Historia,
- Archiwistyka, zarządzanie dokumentacją i infobrokerstwo,
- Archiwistyka, biurowość i cyfryzacja
- Turystyka historyczna i dziedzictwo kulturowe,
- Turystyka historyczna i muzealnictwo,
- Biznesowe wykorzystanie dziedzictwa kulturowego
- Studia Niemcoznawcze i Środkowoeuropejskie.

W ofercie dydaktycznej Instytutu Historii i Archiwistyki znajdują się także studia podyplomowe: 
- Archiwistyka i zarządzanie dokumentacją,
- Historia,
- Wiedza o społeczeństwie,
- Historia i wiedza o społeczeństwie.

## Władze

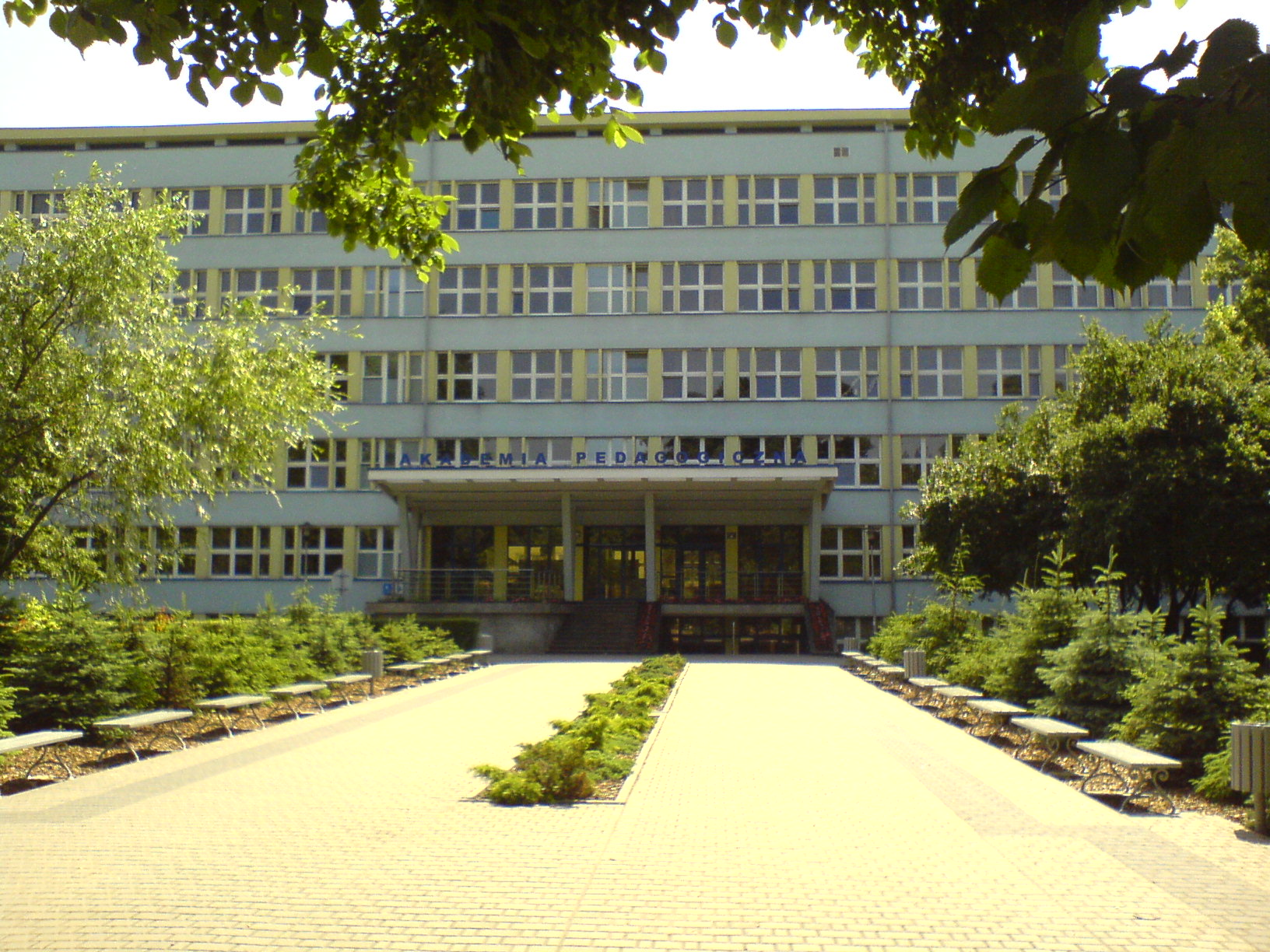
Gmach główny Uniwersytetu Pedagogicznego w Krakowie, w którym znajduje się IHiA UP

| Stanowisko | Imię i nazwisko                    |
| ---------- | ---------------------------------- |
| Dyrektor   | dr hab. Agnieszka Chłosta-Sikorska |
| Zastępca   | dr Dorota Drzewiecka               |

## Działalność naukowa
Uniwersytet Pedagogiczny im. KEN w Krakowie został uznany w Rankingu Szkół Wyższych Perspektywy 2020 najlepszą uczelnią pedagogiczną w kraju, a Instytut Historii i Archiwistyki jako jednostka kształcąca w zakresie historii uplasował się na 8 miejscu.      
Jednym z ważniejszych kierunków badawczych podejmowanych przez pracowników są dzieje regionalne i lokalne, dlatego Instytut przez wiele lat uchodził za jeden z najlepszych ośrodków w Polsce zajmujący się badaniami regionalistycznymi. Prężnie rozwija się współpraca zagraniczna z uniwersytetami rozmaitymi instytucjami naukowymi angielskimi, austriackimi, czeskimi, litewskimi, niemieckimi, rosyjskimi, słowackimi i ukraińskimi. Pracownicy uczestniczą w licznych grantach krajowych i zagranicznych.   
Z Instytutem było i jest związanych wielu uznanych historyków, takich jak Marian Tyrowicz, Aleksander Krawczuk, Stefan Skowronek, Feliks Kiryk, Stanisław Grzybowski, Mariusz Wołos. 
Pracownicy IHiA prowadzą działalność m.in. w ramach założonego przy Instytucie Centrum Dokumentacji Zsyłek, Wypędzeń i Przesiedleń. Instytut współpracuje m.in. z Archiwum Narodowym w Krakowie, Muzeum Historycznym Miasta Krakowa i Muzeum Narodowym w Krakowie
Wydawane jest czasopismo "Res Gestae"
Przy IHiA UKEN działa Studenckie Koło Naukowe Instytutu Historii i Archiwistyki UP.